# Joaquim Renart i Garcia
Joaquim Renart i Garcia (Barcelona, 1879 - 1961) va ésser un dibuixant, pintor i decorador català. Sobresurt així mateix com a escriptor d'un extens diari personal.

## Vida
Fill del pintor i daurador Dionís Renart i Bosch, al taller del qual inicià la seva vida professional, i germà de l'escultor Dionís Renart i Garcia. Una part de la seva obra és representativa del moviment Simbolista a Catalunya.

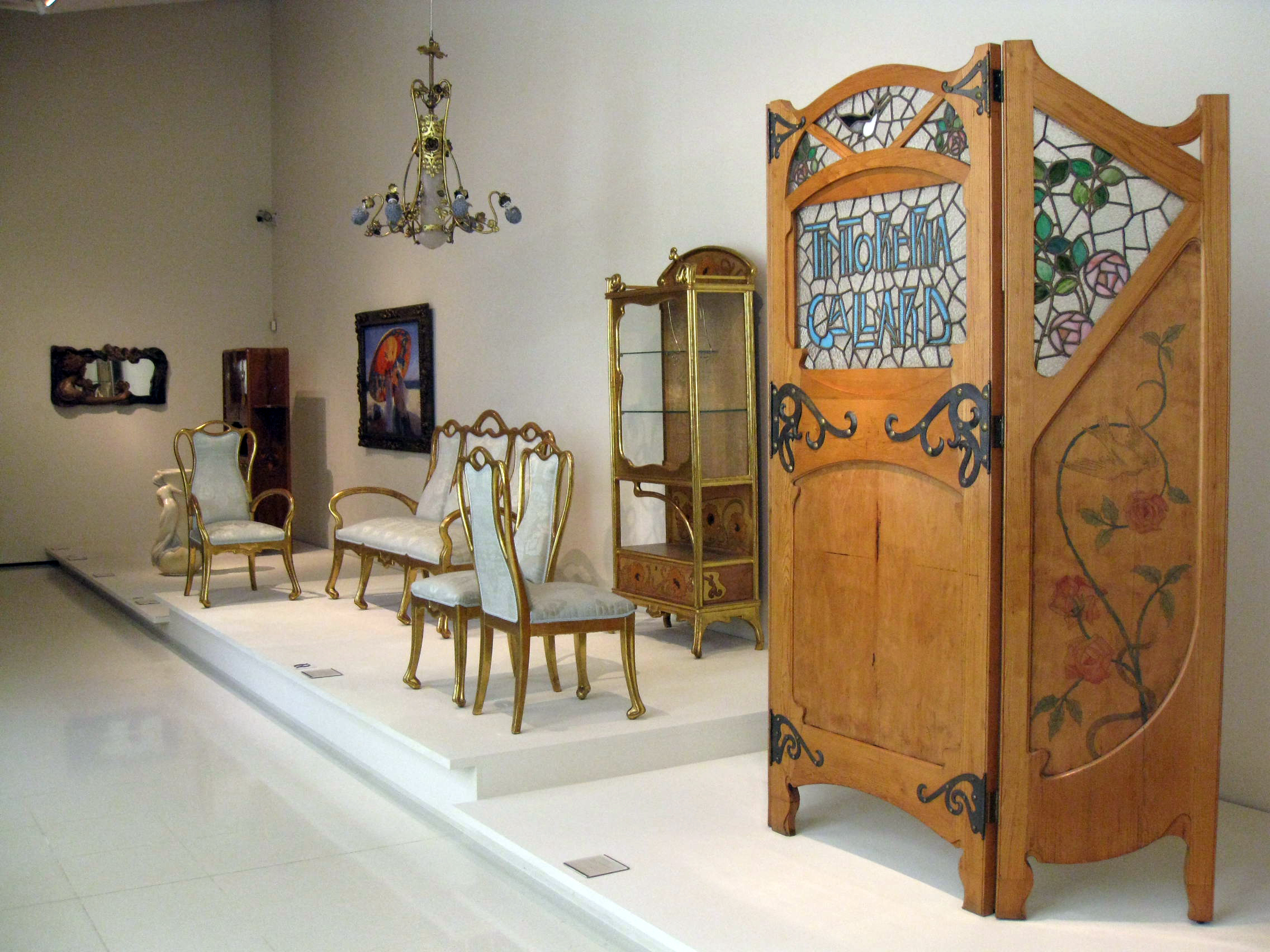
Paravent de Renart conservat al Museu Nacional d'Art de Catalunya (MNAC)

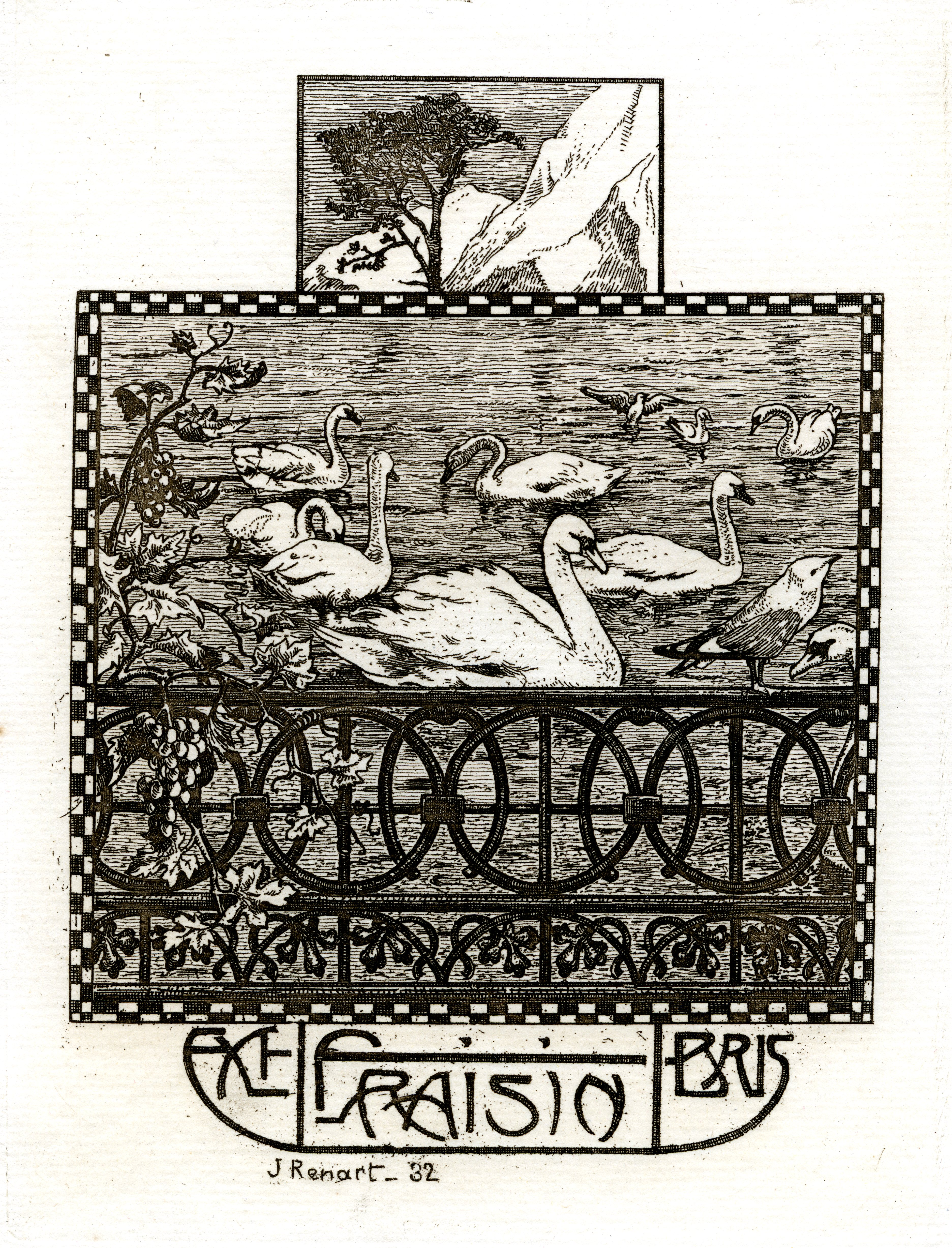
Ex-libris de Frédéric Raisin, bibliòfil de Ginebra (1932)

Estudià a la Llotja i als tallers de l'escenògraf Francesc Soler i Rovirosa, del pintor Francesc Torrescassana i Sallarés i de Ramon Martí Alsina. Aprengué, també, amb Apel·les Mestres, de qui arribà a ser-ne gran amic i marmessor testamentari.
S'especialitzà en treballs decoratius de daurat, policromat, restauració de retaules i la còpia d'obres d'art i antiguitats. Excel·lí també en l'art de l'exlibrisme i el 1907 l'editorial Oliva de Vilanova edità el llibre Els exlibris de Renart, exponent magnífic de les arts gràfiques del Modernisme.
Renart també té una faceta d'il·lustrador palesa en publicacions com Catalunya Artística o De tots colors.
Consta la seva participació en les exposicions de belles arts de Barcelona dels anys 1894, 1896 i 1918, com també a l'Exposició del moble de 1923 i a l'exposició d'art litúrgic de 1925.
Fou un dels fundadors del Foment de les Arts Decoratives, president del Cercle Artístic de Sant Lluc i de l'Orfeó Català. El 1945 es va incorporar a la junta directiva dels Amics dels Museus i hi va seguir vinculat fins a la seva mort.
Va realitzar diversos articles de premsa i conferències sobre el pessebre. Tenia una mirada poc habitual en aquella època sobre el pessebrisme, introduint la necessitat que el pessebre havia de generar un vincle emocional amb l'espectador, criticava l'excés de virtuosisme, es menystenia el pessebre modern per creure que podia incloure elements poc respectuosos, alhora que s'apartava de la veritat històrica i geogràfica canviant-lo de lloc i d’ambient. En resum, defensava que el pessebre havia de vetllar més pel missatge que transmetia que no pas per la tècnica utilitzada.
De la seva activitat com a pessebrista n'hi ha testimonis al Museu dels Sants d'Olot.
L'any 1953 va ser elegit membre de l'Acadèmia Catalana de Belles Arts de Sant Jordi on entre 1956 i 1958 va tenir el càrrec de tresorer.
Arran de la seva mort, l'any 1961, l'associació Amics dels Jardins, de la qual era vicepresident, li va dedicar un homenatge.
Entre els mesos de desembre 1965 i gener 1966 els Museus d'Art de Barcelona li van dedicar una exposició que va tenir lloc al Palau de la Virreina. Una altra exposició va ser-li dedicada l'any 1979.

## Renart i Companyia
El seu pare Dionís Renart i Bosch conjuntament amb Cassimir Llobet van fundar l'empresa Llobet i Renart que es dedicava a la producció i comercialització d'imatgeria religiosa i festiva. Llobet i Renart tenia el taller a Barcelona, al carrer de la Palma de Sant Just, i la botiga al carrer del Regomir.
Més endavant, Llobet va abandonar la societat, que llavors passà a denominar-se Renart i companyia (Renart i Cia.). Va fer el salt de Ciutat Vella a l'eixample i des del 1905 la botiga de Renart i cia es trobava al carrer Diputació 271 mentre que el taller el tenien al carrer d'Aragó. Hi treballaven conjuntament Joaquim Renart i el seu germà Dionís. Van ampliar les línies de negoci i a més d'imatgeria també produïen i comercialitzaven marcs, objectes decoratius, reproduccions artístiques, etcètera. Així mateix, realitzaven projectes d'ornamentació de capelles privades, restauraven imatges religioses (Mare de Déu del Mont, Mare de Déu de Queralt) i entre 1933 i 1936 van presentar exposicions d'art com a Sala Renart.
Entre els col·laboradors assidus de l'empresa es troba Francesc Casanovas Gorchs.
La família de la seva dona era propietària de la Tintoreria Gallard, la decoració de la qual, d'estil modernista, va ser realitzada per Renart (1905).

## Diari personal
Al llarg de 43 anys, entre 1918 i 1961 va escriure un diari personal que és ple de notícies i d'impressions relatives a la vida cultural i artística barcelonina d'aquells anys, constituint una font primària de gran interès. La data d'inici correspon a la de l'armistici de la Primera Guerra Mundial i la d'acabament és de pocs dies abans de la seva mort. La perspectiva de Joaquim Renart és la d'una persona de conviccions catalanistes i catòliques, tot i que s'expressa sempre amb sobrietat i moderació.
Les anotacions escrites les complementava amb dibuixos que reforcen el valor documental i informatiu del diari com a extensa crònica textual i visual de la seva època.
A més de les abundants referències al seu entorn familiar, el diari de Joaquim Renart aporta molta informació de primera mà sobre exposicions, concerts, conferències, espectacles, etcètera. També parla d'artistes que va tractar assíduament (com Apel·les Mestres) i sobre les associacions a les quals va estar vinculat, com ara el Cercle Artístic de Sant Lluc o l'Orfeó Català i el seu director Lluís Millet. Renart estiuejava a la població de Centelles, que també apareix esmentada amb freqüència al diari. Així mateix, el Diari inclou referències al context polític i a la vida quotidiana de Barcelona oferint, per exemple, molta informació sobre el dia a dia de la ciutat durant la guerra civil i la immediata postguerra.
L'any 1975 es van publicar alguns extractes del diari i entre 1995 i 2006 es va fer la publicació íntegra, en sis volums, dels anys 1918-1939, a càrrec de les editorials Curial i Proa.

## Fons personal
El manuscrit original del seu monumental diari, 87 carpetes escrites entre 1918 i 1961, un dels més extensos del món, ple de referències culturals i polítiques de primera mà, es conserva a la Biblioteca Nacional de Catalunya, on també es custodien una seixantena d'àlbums d'il·lustracions fetes per ell mateix, que el complementen. L'arxiu ocupa circa 3,5 metres. També l'Associació Antic Gremi de Revenedors, 1447, Gremi de Tenders Revenedors disposa d'un fons propi format per 42 dibuixos i aquarel·les de diferents èpoques.
Una altra part del seu fons personal es conserva a l'Arxiu Fotogràfic de Barcelona. El fons està compost per retrats, en format cabinet, d'actors i actrius del segle xix. Destaca un àlbum que aplega el catàleg de les fotografies d'Antoni Esplugas d'artistes del món del teatre de varietats. El fons també conté retrats familiars d'Apel·les Mestres fruit de la relació d'amistat que van mantenir ambdós dibuixants.
A l'Arxiu Nacional de Catalunya també es guarda documentació personal de Joaquim Renart.
També es conserva un fons Renart al Museu del Disseny de Barcelona.